# Laura Wienroither
Laura Wienroither (ur. 13 stycznia 1999 w Vöcklabruck) – austriacka piłkarka grająca na pozycji obrończyni w angielskim klubie Arsenal oraz w Reprezentacji Austrii.